# Jižní svahy Hádů
Jižní svahy Hádů este o arie protejată (arie specială de conservare — SAC, sit de importanță comunitară — SCI) din Republica Cehă întinsă pe o suprafață de 29,89 ha, integral pe uscat.

## Localizare
Centrul sitului Jižní svahy Hádů este situat la coordonatele 49°13′07″N 16°40′24″E / 49.218611°N 16.673333°E.

## Înființare
Situl Jižní svahy Hádů a fost declarat sit de importanță comunitară în noiembrie 2009 pentru a proteja 1 specie de plante. Situl a fost protejat și ca arie specială de conservare în octombrie 2017.

## Biodiversitate
Situată în ecoregiunile continentală și panonică, aria protejată conține 2 habitate naturale: Pajiști uscate seminaturale și facies de acoperire cu tufișuri pe substraturi calcaroase (Festuco-Brometalia) (* situri importante pentru orhidee), Pajiști stepice subpanonice.
La baza desemnării sitului se află o specie protejată de  plante: sisinei (Pulsatilla grandis).